# Jaromír Svidenský
Jaromír Svidenský (* 28. ledna 1940) je bývalý český fotbalista, obránce.

## Fotbalová kariéra
V československé lize hrál za Škodu Plzeň. Nastoupil ve 4 ligových utkáních. Gól nedal.

## Ligová bilance
| Ročník                                   | Zápasy | Góly | Klub        |
| ---------------------------------------- | ------ | ---- | ----------- |
| 1. československá fotbalová liga 1967/68 | 4      | 0    | Škoda Plzeň |
| CELKEM                                   | 4      | 0    |             |